# Non dimentico più
Non dimentico più è un EP del gruppo italiano dei Deasonika, pubblicato nel 2006.
Il brano che dà il titolo al disco è stato presentato al Festival di Sanremo 2006, nella categoria "Giovani", venendo eliminato dopo la prima esecuzione. Due anni dopo Syria ne incide una cover che viene inserita nell'album Un'altra me, titolo tratto proprio dal testo di questa canzone.

## Tracce
1. Non dimentico più
2. Piccoli dettagli al buio (nuova versione)
3. Impercettibile
4. Per un istante o per sempre

## Formazione
- Massimiliano Zanotti - voce, chitarra
- Marco Trentacoste - chitarra, tastiere
- Francesco Tumminelli - chitarra
- Walter Clemente - basso
- Stefano Facchi - batteria